# لابرو
لابرو هي كومونا (بلدية) في مقاطعة رييتي في منطقة لاتيوم الإيطالية ، وتقع على بعد حوالي 70 كيلومتر (43 ميل) شمال شرق روما وحوالي 15 كيلومتر (9 ميل) شمال غرب رييتي. وهي وجهة سياحية وقد أٌعطيت العلم البرتقالي -للتميز السياحي-.
ومن 31 ديسمبر 2004 ، بلغ عدد السكان 374 نسمة ومساحة تقدر بـ 11.4 كيلومتر مربع (4.4 ميل2) .  وتقع لابرو على حدود البلديات التالية: Arrone ، Colli sul Velino ، Morro Reatino ، Terni .

## تاريخها

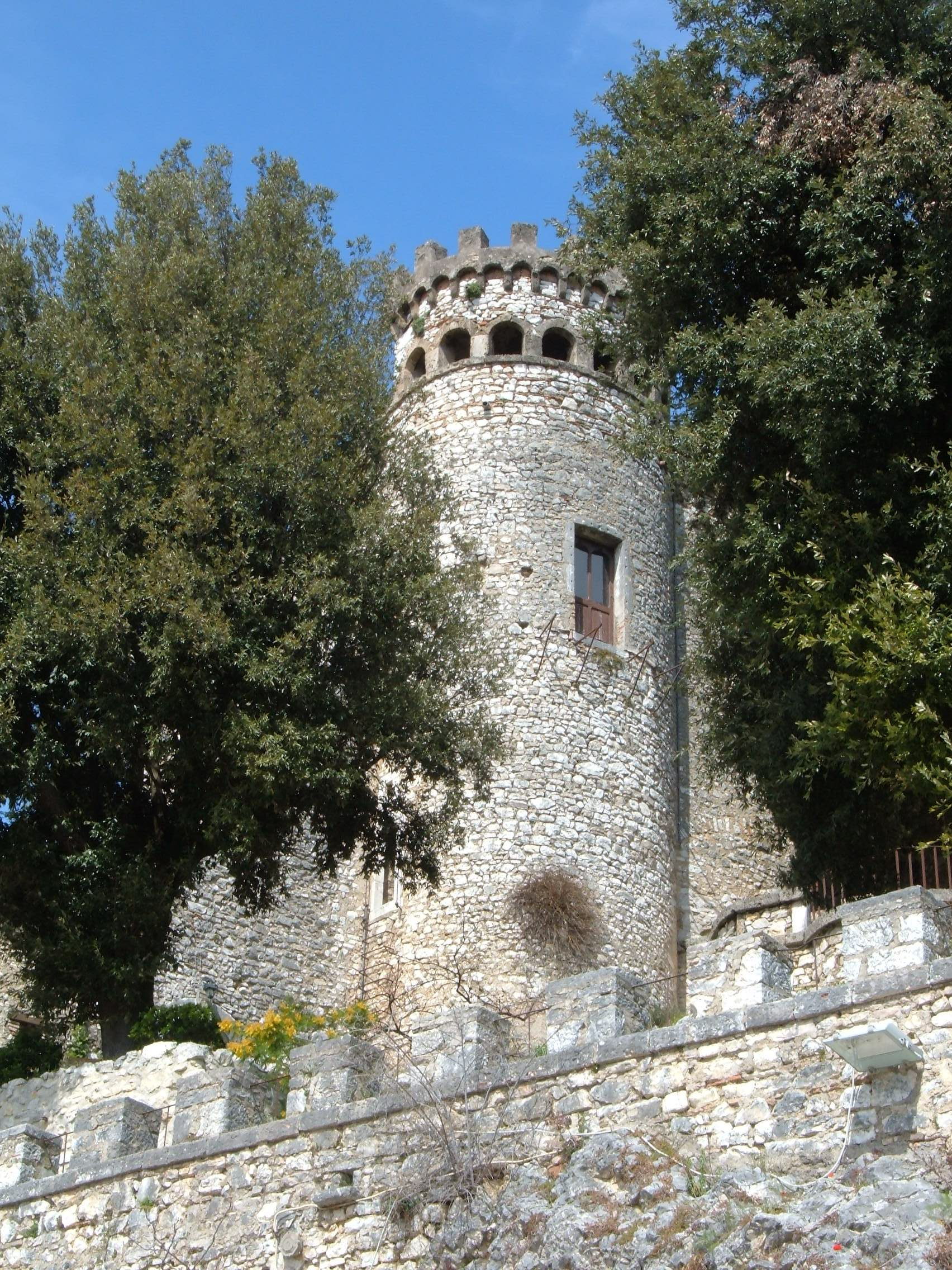
برج قلعة نوبيلي فيتليسكي من لابرو

تأسست لابرو بين القرنين التاسع والعاشر. وأول أمير لها كان أوتو الأول في عام 956.  خلال العصور الوسطى، كانت لابرو ملكًا لمدينة رييتي إذّ كانت بمثابة حصن لتأمين الحدود المتصلة مع مدينة سبوليتو . ولهذا السبب، أٌقحمت لابرو في عدد من المعارك، لا سيما مع قلعة لوكو المجاورة التي كانت تحت سيطرة سبوليتو. 
وبعد الحرب العالمية الثانية، عانت لابرو من نقص كبير في عدد السكان ، مما عرض القلة الباقون في البلدة للخطر. وقرر ورثة عائلة نوبيلي في صدد محاربة هذه الظاهرة وتشجيع السياحة، ابتداءً من عام 1968 ، بترميم جميع المباني في القرية بالكامل ؛ ونٌفّذت هذه المهمة من قبل المهندس المعماري الفلمنكي إيفان فان موسيفيلدي. 

## المعالم السياحية
تؤوي لابرو قلعة Nobili-Vitelleschi التي تعود للقرن السادس عشر.
ومن بين الكنائس في البلدة كنيسة أبرشية سانتا ماريا ماجوري .
وثمّة دير كانت سابقاً ديراً فرنسيسكانية تتواجد في لابرو ويديره فندق Colle di Costa. ومن أبريل 2010 إلى أغسطس 2013، شارك الفندق المنطقة مع مشروع منظمة Art Monastery ، وهي منظمة إنتاج فني دولية أحيت المدينة بعروض ومعارض منتظمة.

## المواصلات
لدى لابرو محطة على خط سكة حديد تيرني - سولمونا ، مع قطارات إلى تيرني وريتى ولاكويلا .

## روابط خارجية
- دليل ثاير (جمع المواقع الأخرى أيضًا)
- مشروع دير الفن
- رحلات السياحة الفلكية لابرو نسخة محفوظة 24 ديسمبر 2021 على موقع واي باك مشين.